# Micah Hamilton
Micah Phillipe Jude Hamilton, född 13 november 2003 i Manchester, England, är en engelsk fotbollsspelare som spelar för Middlesbrough.

## Karriär
Den 9 augusti 2024 värvades Hamilton av Middlesbrough, där han skrev på ett fyraårskontrakt.